# ハイイロクワガタ

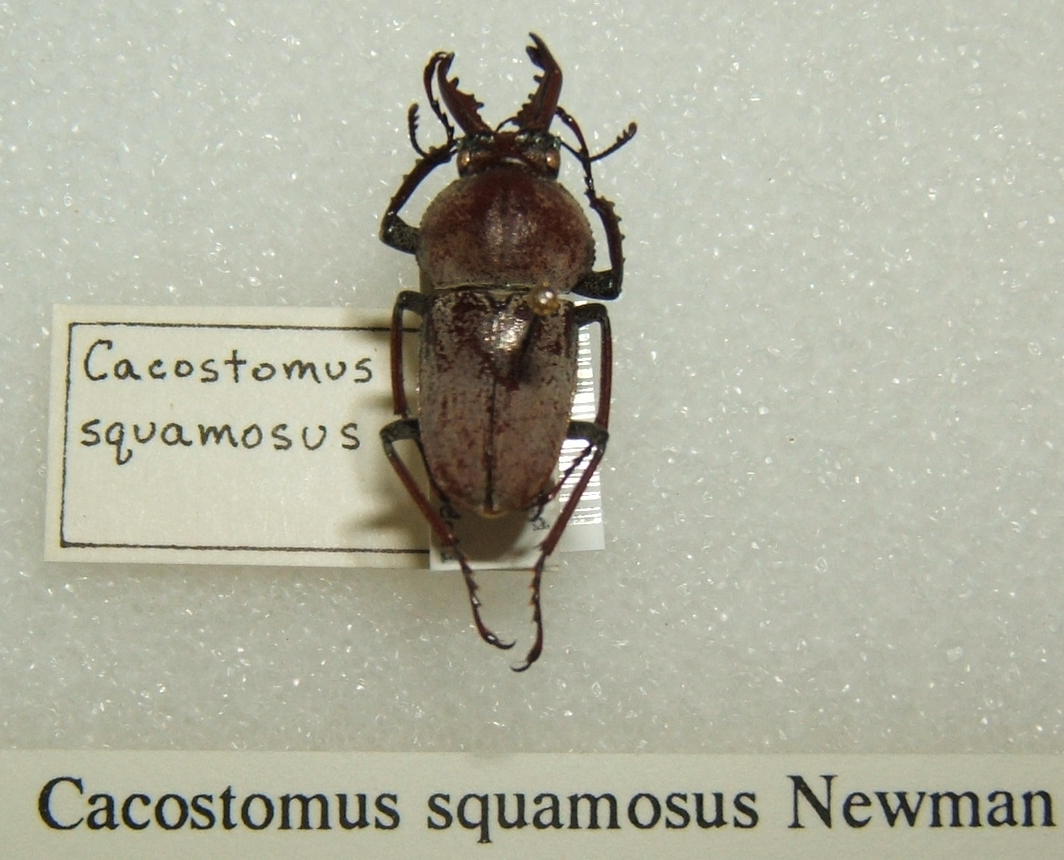
左右の顎の違いが判る。

ハイイロクワガタ　Cacostomus squamosus　（灰色鍬形虫）　は、昆虫網鞘翅目クワガタムシ科の一種一属のクワガタムシ。

## 生息地
オーストラリア北東部のクイーンズランド州等に生息する。

## 特徴
ニジイロクワガタとムナコブクワガタと並んで、オーストラリアを代表するクワガタムシの一種で、他のクワガタムシに比べて小さめな頭部と体型もよく似ているが、体長はニジイロクワガタやムナコブクワガタよりも遙かに小さく、体型も二種よりやや華奢で、大きなオスで25 mm程度となる。
和名では「灰色」だが、これは体表に白っぽい微毛で覆われて、灰色に見えることから名付けられた事で、本来の地肌は赤銅色になり、南米産のコフキクワガタ属にも似ている。
クワガタムシの大顎は左右の大顎の形状が、奇形の場合を除いて比較的左右均一（ツヤクワガタ属の原歯型のような例外もある）である場合が多いが、本種は南米のホソクワガタ属と並び、左右の大顎の形状に明白な違いがあり、先端が二股になる右側の大顎の方が、内歯等でもやや大きくなるように見える。

## 生態・飼育
調査・研究が進んでいない種類の為、不明な点が多い。原産地のオーストラリアでは、原則として生物の輸出が禁止されているので、日本で見られる事もあるものの、出回るのは少なく、比較的丈夫で長命なニジイロクワガタに比べて飼育も難しいといわれる。

## 参照
- 岡村秀治『カブトムシ・クワガタムシ』学習研究社。ISBN 4-05-500421-4。
- 今森光彦『世界のクワガタムシ』アリス館。ISBN 978-4752001676。
- 藤田宏『世界のクワガタムシ大図鑑』むし社。ISBN 4943955061。